# Козье (болото)
Ко́зье (другое название Чи́стое) — верховое болото в Славском районе Калининградской области. Расположено в зоологический заказник «Дюнный». Площадь болота около 1400 га. Козье было включено в список охраняемых и намеченных для охраны болот СССР.

## География
Козье находится в южной части дельтовой низменности реки Неман, на водоразделе рек Северной и Дальней, в 2 км севернее посёлка Приваловка. Представляет собой торфяную залежь мощностью до 7 м, верхние слои которой слабо разложившиеся верховые сфагновые торфа, а нижние слои — сильно разложившиеся древесный, тростниковый, осоковый торфа. Хотя в северной части болота ранее проводились торфоразработки и по периферии из-за осушительных лесотехнических работ изменён гидрологический режим, состояние болота близкое к естественному.

## Флора и фауна
На болоте имеются травяно-сфагновые фитоценозы, вересково-пухоносные сообщества плато, которые встречаются в Калининградской области только здесь. Среди болот области в Козьем наибольшее количество редких видов растений: пухонос дернистый, росянка промежуточная, росянка обратнояйцевидная, осока топяная, морошка, толокнянка, ива ползучая, можжевельник, сфагнумы черепитчатый, зубчатый, блестящий, сосочковый, красивый, большой, кладонии Грэ, кудрявая и утолщённая.